# 吳淵 (天順進士)
吳淵（1426年—？），字本深，直隸常州府武進縣人，明朝政治人物。進士出身。

## 生平
應天府鄉試第七十五名。天順元年（1457年）丁丑科會試第二百八名，殿試登進士第三甲第一百一十四名。

## 家族
曾祖吳成伍。祖父吳彥忠。父亲吳昌，曾任州同知。